# Paisjusz II (patriarcha Konstantynopola)
Paisjusz II Kioumourtzoglou, gr. Παΐσιος Β΄ Κιουμουρτζόγλου (zm. 11 grudnia 1756) – ekumeniczny patriarcha Konstantynopola w latach 1726–1732, 1740–1743, 1744–1748 i 1751–1752.

## Życiorys
Urodził się w Cezarei. Po raz pierwszy został wybrany patriarchą Konstantynopola 20 listopada 1726. We wrześniu 1732 ustąpił z powodów zdrowotnych. Drugi patriarchat sprawował od sierpnia 1740 do maja 1743 r., trzeci w okresie od marca 1744 do 28 września 1748 r. Czwarty raz panował od maja 1751 do 7 września 1752, kiedy to został obalony. Zmarł 11 grudnia 1756.